# 股绳缚
股绳缚（在日式绑缚术语中也称为Matanawa或樱花），是一种捆绑方式，该捆绑方式是用绳子将一个女人的腰部到阴部进行捆绑以至于对阴部产生压力并产生快感。股绳缚最常用绳子，也可以使用织带。

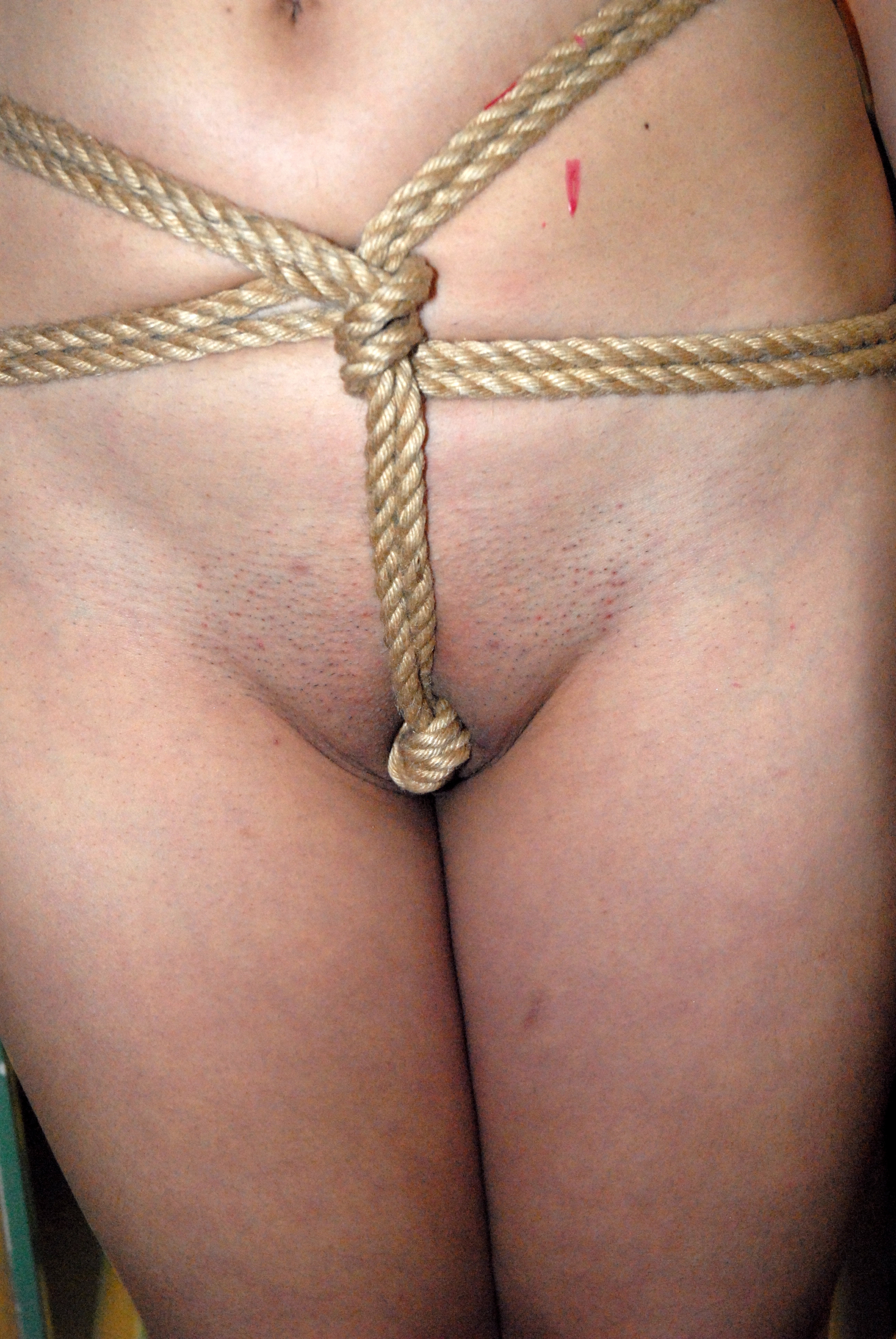
将绳子打结来刺激阴部

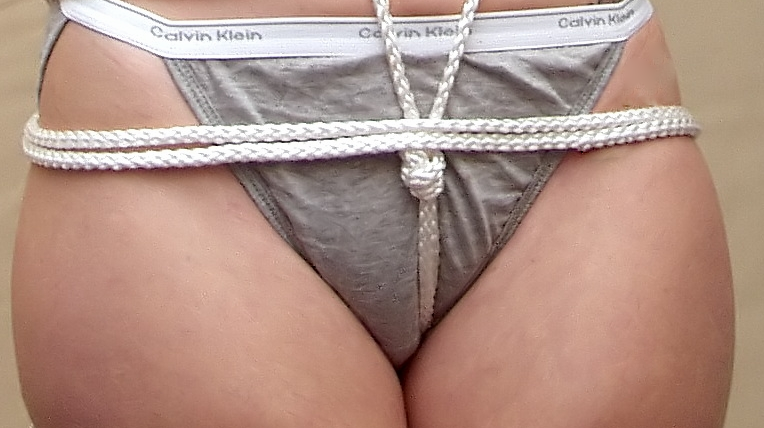
一个穿衣服的女人进行股绳缚

股绳缚可以绑在衣物上也可以直接在皮肤上，也可以对全身进行捆绑。虽然股绳缚最常是用于妇女的，但是进行变化以用于男性。
股绳缚可以视为不复杂类型的贞操带。

## 用法
通常是将腰部周围用绳子捆绑住，再将绳子将肛门或阴蒂进行捆绑并施加压力。在BDSM中，该行为被视为对女性的束缚和限制。

## 变种
可以不用绳子将腰部合阴部捆住，而是将绳子打多个结，让绳子在女性的两腿之间和阴部下方，当女子进行前后行走时，绳子摩擦阴部并让女性产生快感。
可以将腰部和阴部捆绑后，再将手腕捆绑，这样在捆绑中女性的手部进行运动时会使绳子摩擦阴部而产生快感。

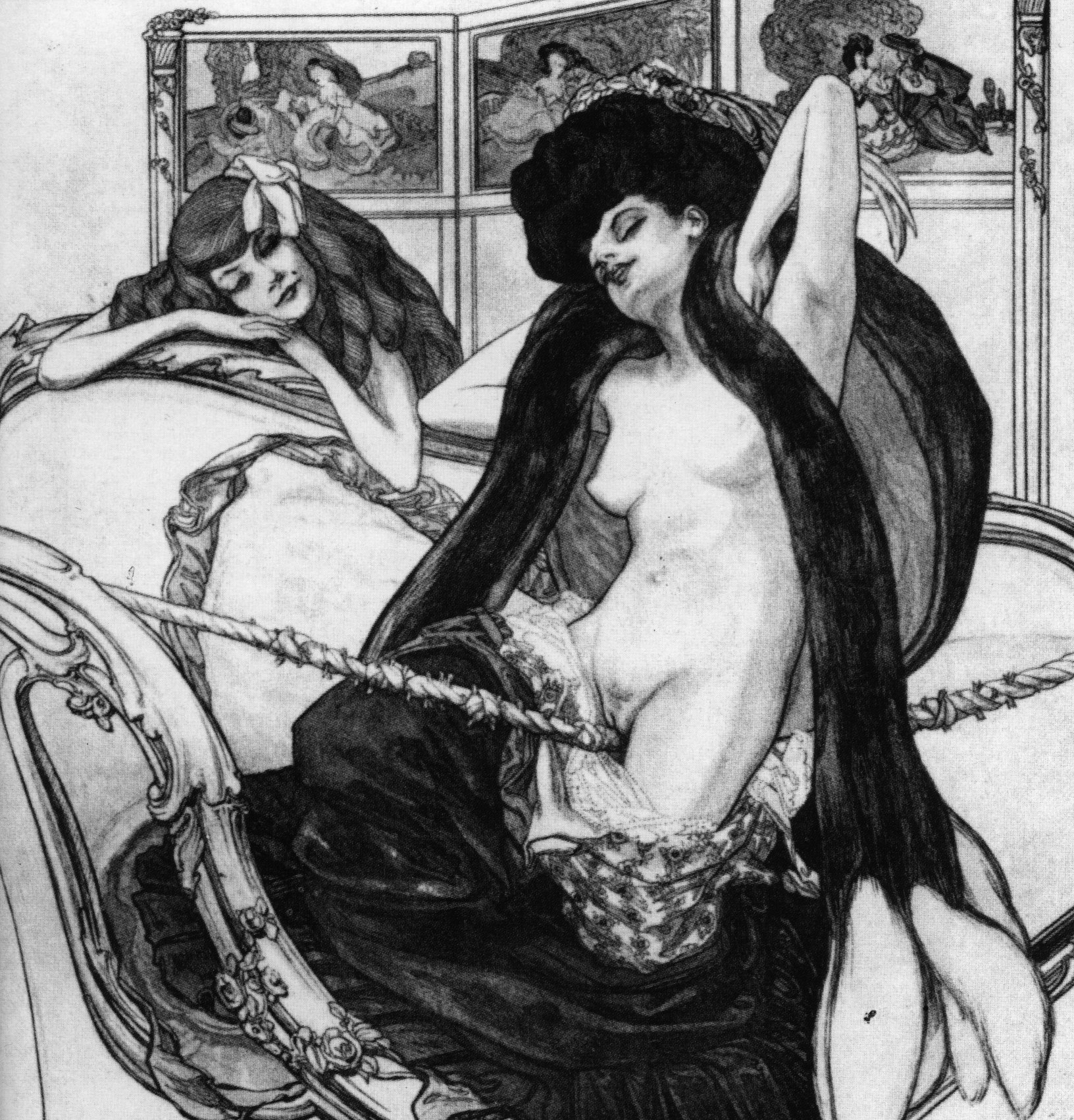
历史博物馆的图片

## 结合

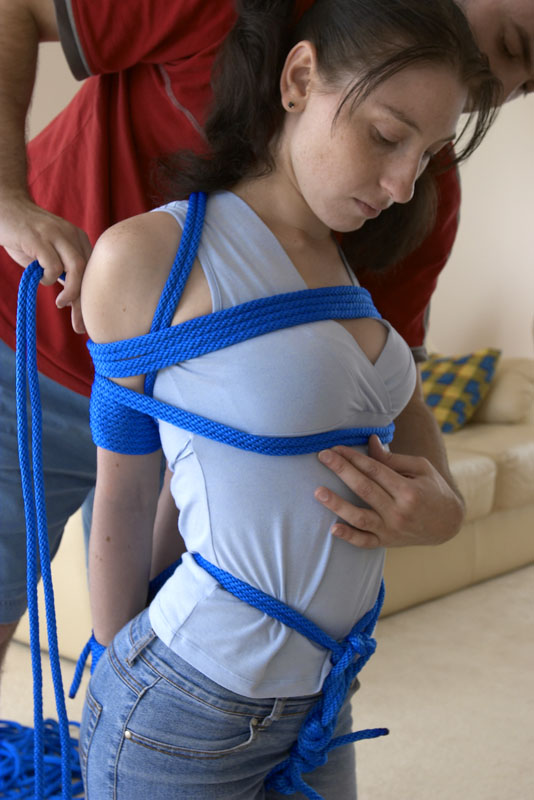
将乳房、手臂、手腕和胯下进行捆绑

股绳缚可以与其它束缚技术（如乳房束缚或手臂束缚）进行结合。